# ロシアン・ビジネス・ネットワーク
ロシアン・ビジネス・ネットワーク(Russian Business Network、 通称RBN)は、ロシアのサンクトペテルブルクに本拠地を置く
ウェブホスティング業者である。しかし、実態はウェブホスティング業を隠れ蓑にした電子犯罪組織である。マルウェアやスパムメール、児童ポルノ、フィッシング詐欺などを生業とする犯罪者に防弾ホスティングを提供している。また、RBN自身も上記の違法行為に加担している。

## 概要
かつてRBNは公式サイトを持つ合法なホスティング業者を装っていた。2007年、突然ネット上からその姿を消した。しかし、公式には姿を消したものの、依然として活動拠点をロシア外へ移し地下で活動している痕跡を見ることが出来る。
また、2009年から2010年にかけて大流行したStormワームやMPackの作者であるとも言われている。
RBNの創業者であり、リーダーであるとされている男の本名は未だに公にされておらず、単に"Flyman"というハンドルネームのみが明らかになっている。英ガーディアン紙は、Flymanは「ロシアの大物政治家の甥」であると報じている。
一方で、RBNの関係者を名乗るTim Jaretという男はwired誌のメールによるインタビューに応えて「私達は、これらの(RBNを非難する)諸団体がどのような根拠に基いて弊社に関してそのような意見を持つに至ったのか理解できない」とし、「(悪評は)これらの諸団体の憶測に基いた主観的意見に過ぎない」として、疑惑への関与を全面的に否定している。
以下の複数のネットワークがRBNの一部であるとされている。
- SBT Telecom Network
- Aki Mon Telecom
- Rusouvenirs Ltd
- Too coin Software Limited
- TcS Network
- First Connect Telecom Limited Inc[7]
- NEVACON[8]

これらRBNの一部を構成する企業の本拠地は、数年前まではロシアかウクライナ、バルト三国などの東欧諸国に登記上の住所が記載されていたが、最近では中国や中央アジア、アメリカ合衆国など、分散している。